# 카라 (전차)
카라(페르시아어: کرار)는 이란의 주력전차다. 2017년 3월 12일에 공개했으며 2017년부터 생산 및 배치를 시작했다. 전자 방식의 사통 장치를 가졌으며 비주얼은 T-90의 외형을 닮아 있다.

## 역사
카라는 2017년 3월 12일에 공개했다. 이란의 육군 기갑 전력을 현대화하기 위한 핵심 사업중 하나로, 800대 생산을 계획으로 두고 있다.